# Exploding Head
Exploding Head es el segundo álbum de la banda neoyorquina de noise rock A Place to Bury Strangers. Es su primer álbum con el sello discográfico Mute Records. "In Your Heart" fue lanzada como el primer sencillo y "Keep Slipping Away" fue lanzado tiempo después el 7 de diciembre del 2009 en Reino Unido. El álbum fue un éxito en la crítica, por ejemplo en Metacritic recibió una puntuación de 79 sobre 100, basado en la vista de 16 críticos.

## Lista de canciones
| N.º   | Título                                                 | Duración |  |
| 1.    | «It Is Nothing»                                        | 3:08     |  |
| 2.    | «In Your Heart»                                        | 3:10     |  |
| 3.    | «Lost Feeling»                                         | 5:13     |  |
| 4.    | «Deadbeat»                                             | 3:32     |  |
| 5.    | «Keep Slipping Away»                                   | 4:35     |  |
| 6.    | «Ego Death»                                            | 5:42     |  |
| 7.    | «Smile When You Smile»                                 | 4:51     |  |
| 8.    | «Everything Always Goes Wrong»                         | 3:40     |  |
| 9.    | «Exploding Head»                                       | 3:33     |  |
| 10.   | «I Lived My Life to Stand in the Shadow of Your Heart» | 5:38     |  |
| 43:02 |                                                        |          |  |

| Bonus Tracks edición iTunes |                     |          |  |
| N.º                         | Título              | Duración |  |
| 11.                         | «You Still Love Me» | 2:40     |  |
| 12.                         | «Alive»             | 2:34     |  |

| Bonus Tracks edición Japonesa |                                                               |          |  |
| N.º                           | Título                                                        | Duración |  |
| 11.                           | «It Is A Fast Driving Rave-Up With A Place To Bury Strangers» | 4:24     |  |
| 12.                           | «Alive»                                                       | 2:29     |  |
| 13.                           | «Hit The Ground»                                              | 4:29     |  |
| 14.                           | «Strictly Looks»                                              | 4:14     |  |
| 15.                           | «You Still Love Me»                                           | 2:37     |  |
| 16.                           | «Keep Slipping Away» (South Central Remix)                    | 4:40     |  |

## Sencillos
- «In Your Heart»
- «Keep Slipping Away», en Reino Unido.